# Monsters vs. Aliens
Monsters vs. Aliens (Verweistitel: Monster und Aliens) ist ein Computeranimationsfilm aus dem Jahr 2009 der Regisseure Conrad Vernon und Rob Letterman und der erste von DreamWorks Animation produzierte 3D-Film.

## Handlung
Am Tag ihrer Hochzeit wird Susan Murphy von einem Meteoriten getroffen, weshalb sie am Traualtar auf eine Größe von 15 Metern wächst. Susan wird vom US-Militär gefangen genommen und in einem streng geheimen Regierungsgebäude eingesperrt. Sie erhält den Monsternamen Gigantika. Im Gefängnis trifft sie ihre Mitgefangenen Insektosaurus (eine durch atomare Strahlung auf über 100 Meter gewachsene Raupe), Missing Link (einen vor 20.000 Jahren eingefrorenen Fischmenschen, den Wissenschaftler aufgetaut haben), Dr. Kakerlake (ein verrückter Wissenschaftler, halb Mensch, halb Kakerlake) sowie Benzoat-Ostylezen-Bicarbonat, kurz B.O.B. genannt (eine einäugige blaue gallertartige Masse, die durch die Kreuzung einer genetisch veränderten Tomate und einer Dessertsoße entstanden ist) und den Unsichtbaren Mann, der allerdings nur tot auf einem Stuhl sitzt.
Als die Erde von einem außerirdischen Roboter angegriffen wird, der vom Militär allein nicht besiegt werden kann, sollen die Monster nun gegen ihn kämpfen, um den Planeten zu retten. Im Gegenzug verspricht man ihnen die Freiheit. Sie werden nach San Francisco geflogen. Dort stellt sich heraus, dass der Roboter es auf Susan abgesehen hat, denn durch ihren Kontakt mit dem Meteoriten hat sie den energiereichen Rohstoff Quantonium in ihren Körper aufgenommen, der auch für ihre enorme Kraft und Größe verantwortlich ist. Auf der Golden Gate Bridge gelingt es den Monstern den Roboter zu zerstören.
Nach diesem Erfolg werden die Monster bei Susans Eltern in Modesto freigelassen. Im Laufe des Besuchs wird den Monstern schnell klar, dass sie bei den Menschen unerwünscht sind und nicht mehr zu diesen passen. Als Susan ihren Verlobten Derek besucht, will er nicht mehr mit ihr zusammen sein und lässt sie im Stich.
Kurze Zeit später wird sie ins Innere eines Raumschiffs gesaugt. Insektosaurus stirbt scheinbar bei dem Versuch, dies zu verhindern. Im Inneren des Raumschiffs trifft Susan auf Gallaxhar, der das Quantonium aus ihrem Körper extrahiert. Gallaxhar klont sich selbst tausendfach und erschafft damit eine Armee, mit der er die Erde bevölkern will. Bedingt durch die Extraktion schrumpft Susan auf ihre alte Größe zurück und verliert ihre übernatürliche Stärke. B.O.B., Missing Link und Dr. Kakerlake machen sich indes auf, Gigantika aus dem Raumschiff zu befreien. Dabei gelingt es ihnen mit vereinten Kräften, den Selbstzerstörungsmechanismus von Gallaxhars Raumschiff auszulösen. Susan gelingt die Flucht, die anderen Monster werden aber im Raumschiff eingeschlossen. Gallaxhars Fluchtversuch wird durch Susan vereitelt, die anschließend das Quantonium wieder in ihren Körper aufnimmt und mithilfe ihrer zurückgewonnenen Stärke die anderen Monster befreit, bevor das Raumschiff explodiert. Vor dem Sturz auf die Erde rettet sie der inzwischen zum Schmetterling verwandelte Insektosaurus.
Zurück auf der Erde werden die Monster von den Menschen nun nicht mehr gefürchtet und verachtet, sondern bewundert. Susan nimmt ihren Monsternamen Gigantika an und akzeptiert, dass sie ein Monster ist. General Putsch erklärt, dass in Frankreich eine Schnecke in einen Atomreaktor gefallen ist und das Monster Escargantua auf dem Weg nach Paris ist. So machen sich die Monster gemeinsam auf den Weg nach Paris.

## Synchronsprecher
Die Synchronisation erfolgte durch die Interopa Film GmbH in Berlin, Frank Schaff führte die Dialogregie und schrieb das Synchronbuch.
| Rolle                                     | Originalstimme    | Deutsche Stimme    |
| ----------------------------------------- | ----------------- | ------------------ |
| Susan Murphy / Gigantika (Ginormica)      | Reese Witherspoon | Diana Amft         |
| B.O.B.                                    | Seth Rogen        | Oliver Kalkofe     |
| Prof. Dr. Kakerlake (Dr. Cockroach Ph.D.) | Hugh Laurie       | Erich Räuker       |
| Missing Link                              | Will Arnett       | Ralf Moeller       |
| General K.O. Putsch (W.R. Monger)         | Kiefer Sutherland | Tobias Meister     |
| Gallaxhar                                 | Rainn Wilson      | Frank Schaff       |
| Präsident Hathaway                        | Stephen Colbert   | Peter Flechtner    |
| Derek Dietl                               | Paul Rudd         | Sebastian Höffner  |
| Wendy Murphy                              | Julie White       | Monica Bielenstein |
| Carl Murphy                               | Jeffrey Tambor    | Rüdiger Evers      |
| Computer                                  | Amy Poehler       | Ranja Bonalana     |
| Reporter                                  | Ed Helms          | Helmut Gauß        |
| Katie                                     | Renée Zellweger   | Vera Teltz         |
| Cuthbert                                  | John Krasinski    | Olaf Reichmann     |

## Hintergrund
Der Film enthält zahlreiche Anspielungen auf bekannte Science-Fiction-, Monster- und Horrorfilme, wobei die Hauptfiguren selbst bereits eine Hommage an einige dieser Filme darstellen. Das blaue Monster B.O.B. beispielsweise sieht dem Monster aus dem Horrorfilm Blob – Schrecken ohne Namen ähnlich. Susan alias Gigantika widerfährt dasselbe Schicksal wie der Titelfigur aus Attack of the 50 Foot Woman. Prof. Dr. Kakerlake ist eine Anspielung auf Die Fliege, wogegen Missing Link sowohl aus Das Ding aus dem Sumpf als auch aus Der Schrecken vom Amazonas (Creature of the Black Lagoon, 1954) entnommen sein könnte. Insektosaurus ist an Mothra und Godzilla angelehnt und bezieht sich somit auf das japanische Monsterkino (im Film wird erklärt, dass Insektosaurus Tokio angegriffen hat). Zu Beginn des Films, als der Meteorit entdeckt wird, wird Code Nimoy ausgelöst, eine Anspielung auf den Star-Trek-Schauspieler Leonard Nimoy alias Mr. Spock. Auf einer der auf den außerirdischen Roboter abgefeuerten Raketen ist der Schriftzug „E.T. Go Home!“ zu erkennen, wobei gleichzeitig auch auf dessen Filmmusik angespielt wird.
Der Film hatte am 9. März 2009 seine Premiere in Berlin.

## Kritiken
Der Film wurde größtenteils mittelmäßig bis positiv bewertet. Von IMDb erhielt er 6,5 von 10 möglichen Punkten, von Rotten Tomatoes 56 von 100 möglichen Punkten. Gelobt wurden vor allem die Effekte, während die geringe Bandbreite an Ideen bemängelt wurde.

„Der erste in 3D hergestellte Animationsfilm aus dem Hause DreamWorks orientiert sich mit viel Aufwand, aber wenig Esprit an diversen Vorbildern und erweist sich als allzu ideenarmes Fantasy-Abenteuer. Die Wirkung infolge der dreidimensionalen Effekte verfliegt in herkömmlichen zweidimensionalen Kinos komplett.“

„Die Geschichte um ein paar Monster, die von den Menschen in Labors gehalten werden und eines Tages gegen Außerirdische in den Kampf ziehen, ist weniger phantasievoll als etwa die ‚Shrek‘-Filme. […] 3-D hilft wenig, wenn Figuren und Story flach sind.“

„Der ansehnlich animierte Retro-Spaß kommt im modernsten Gewand daher. Wie ein Wanderprediger mit Mission ist Studiochef Jeffrey Katzenberg ja derzeit unterwegs, um den Segen der neuen 3D-Technik zu preisen. Tatsächlich ist der Film mit seinen Druckwellen, fliegenden Gesteinsbrocken oder der Klonekriegerarmee optisch recht hübsch in den Zuschauerraum hineindesigned.“

## Ableger
2009 wurde der Kurzfilm B.O.B.'s Big Break veröffentlicht. Die 2D-Version wurde erstmals am 26. September 2009 auf Nickelodeon gezeigt. Sowohl die 2D- als auch die 3D-Version sind auf der Blu-ray- und DVD-Veröffentlichung von Monsters vs. Aliens enthalten.
Außerdem wurden zwei Fernsehspecials produziert: Monsters vs. Aliens: Mutant Pumpkins from Outer Space erschien zu Halloween 2009, Monsters vs. Aliens: Night of the Living Carrots zu Halloween 2011. Seit März 2013 läuft außerdem auf Nickelodeon die Animationsserie Monsters vs. Aliens, die die Handlung des Films weiterführt.
Daneben wurde 2009 das Videospiel Monsters vs. Aliens – Das Spiel veröffentlicht.